# Emanuel Rego
Pour les articles homonymes, voir Rego.
Emanuel Fernando Scheffler Rego, né le 15 avril 1973 à Curitiba (Brésil), est un joueur de beach-volley brésilien, champion olympique et triple champion du monde de la discipline. Désormais retraité, il possède l'un des plus beaux palmarès de son sport.

## Carrière

### Les débuts
Emanuel commence sa carrière sportive en pratiquant le volley-ball avec le Club de Curitiba.  Il s'oriente vers le beach-volley en 1991 et commence à jouer à l'échelle internationale en 1994.
Il a participé à cinq Jeux olympiques d'été consécutifs, à partir de 1996. Il a notamment remporté la Médaille d'or dans la compétition masculine aux Jeux olympiques d'été de 2004 à Athènes (Grèce), en partenariat avec Ricardo Santos. 

### Le partenariat Emanuel-Alison
Après avoir joué de longues années avec Ricardo Alex Costa Santos, Emanuel Rego décide en 2010 de s'associer avec un jeune compatriote, Alison Cerutti. Ce partenariat entre un joueur expérimenté alors âgé de 38 ans et un jeune mais talentueux volleyeur de 24 ans fut un véritable succès.
Enthousiaste à l'idée de participer aux Jeux olympiques de Londres 2012, le duo Emanuel-Alison échoue pourtant en finale, récoltant l'argent.
Malgré un partenariat pourtant fructueux de quatre années (2010-2013), ils annoncent la séparation de leur duo le 29 novembre 2013.

### Objectif: Jeux olympiques à domicile
Emanuel Rego, légende brésilienne du beach-volley, fait équipe depuis 2014 avec un nouveau partenaire, Pedro Solberg. Le duo n'a pas attendu pour imprimer sa marque : il s'est qualifié pour la demi-finale du Grand chelem de Shanghai du Circuit mondial FIVB de beach volleyball 2014, doté de 800.000 dollars, après une victoire en trois sets bien méritée contre les Américains Jacob Gibb et Casey Patterson, qui défendaient pourtant leur titre de champions du Grand chelem de Shanghai, en quart de finale.

### Fin de carrière
En dépit de son âge relativement avancé (il avait dépassé la quarantaine), Emanuel déclarait en juillet 2014 qu'il espérait encore prendre part à une sixième Olympiade à domicile, le Brésil étant l'hôte des Jeux olympiques d'été en 2016.
Après avoir précisé qu'il participerait à une dernière épreuve à domicile avec Ricardo Santos lors du Grand Chelem de Rio en mars 2016, Emanuel Rego annonce cependant la fin de sa carrière.
Emanuel Rego et sa compatriote Sandra Pires (Médaillée d'or à Atlanta en 1996 et de bronze à Sydney en 2000) ont pris part à la Cérémonie d'ouverture des Jeux olympiques de Rio en étant deux des six porteurs du Drapeau olympiques.
Durant sa longue carrière en beach-volley, Emmanuel Rego aura connu plusieurs partenaires, au fil des retraites et des changements volontaires de partenaires. Il a ainsi joué en duo avec ses compatriotes José Loiola, Ricardo Santos, Alison Cerutti et Pedro Solberg.

## Palmarès

### Jeux olympiques d'été
- Médaille d'argent, avec Alison Cerutti, aux Jeux olympiques de 2012 à Londres, (Royaume-Uni)
- Médaille de bronze en 2008 à Pékin avec Ricardo Santos
- Médaille d'or en 2004 à Athènes avec Ricardo Santos

### Championnats du Monde
- Médaille d'or en 1999 à Marseille avec José Loiola
- Médaille d'or en 2003 à Rio de Janeiro avec Ricardo Santos
- Médaille d'or en 2011 à Rome avec Alison Cerutti

### Jeux panaméricains
- Médaille d'or en 2007 à Rio de Janeiro avec Ricardo Santos
- Médaille d'or en 2011 à Guadalajara avec Alison Cerutti

## Vie privée
Emanuel Rego est le fils de Manuel et Maria Rego. Il a une sœur, Aniele. Il est marié avec Leila Barros. Emanuel a un fils, Mateus, né le 12 août 1997.